# Rhinobothryum lentiginosum
Rhinobothryum lentiginosum là một loài rắn trong họ Rắn nước. Loài này được Scopoli mô tả khoa học đầu tiên năm 1785.